# Dorota Zimnoch
Dorota Zimnoch – polska ekonomistka, ekspert branży FinTech oraz InsurTech.

## Życiorys
Absolwentka Uniwersytetu Ekonomicznego w Budapeszcie, Szkoły Głównej Handlowej w Warszawie. Ukończyła także kurs przedsiębiorczości w technologii na Uniwersytecie Stanford. W 2014 roku założyła Zing Business Consulting. Od 2016 roku jest doradcą strategicznym w firmie D-raft, gdzie prowadzi program Fintech w centrum wspierania rozwoju start-upów „The Heart Warsaw”.
Członkini w Tech London Advocates, FemTech Leaders oraz InsurTech London. Od 2005 roku mieszka w Londynie. W latach 2010–2014 była prezesem,
a obecnie członkiem rady nadzorczej Polish City Club.

## Nagrody i wyróżnienia
- Złoty Krzyż Zasługi (2014)